# Agnolo di Tura
Agnolo di Tura 14. századi sienai krónikás volt, aki átélte a fekete halált, és feljegyezte annak eseményeit.

## Élete
Agnolo di Tura polgári foglalkozása cipész és adószedő volt. Egy Nicoluccia nevű, magasabb társadalmi osztályból származó nőt vett feleségül, akitől öt gyermeke született. A pestisjárvány Nicolucciát és az öt gyermeket elragadta. Agnolo di Tura a ragály elmúlása után újraházasosott. Krónikájában az 1300 és 1351 közötti eseményeket jegyezte fel.
„Én, Agnolo di Tura, akit Kövérnek neveznek, öt gyerekemet temettem el saját kezeimmel. (...) És (a városban) olyan sokan haltak meg, hogy mindenki azt hitte, elérkezett a világ vége. És nem volt gyógyszer vagy más segítség” – írta krónikájában. Tőle tudni, hogy Sienában 52 ezer, vonzáskörzetében pedig 28 ezer ember pusztult el a járványban.